# Brunswick (Maryland)
Brunswick es una ciudad ubicada en el condado de Frederick en el estado estadounidense de Maryland. En el año 2010 tenía una población de 5870 habitantes y una densidad poblacional de 1.067,27 personas por km².

## Geografía
Brunswick se encuentra ubicado en las coordenadas 
39°18′50″N 77°37′36″O / 39.31389, -77.62667.

## Demografía
Según la Oficina del Censo en 2000 los ingresos medios por hogar en la localidad eran de $60.756 y los ingresos medios por familia eran $66.250. Los hombres tenían unos ingresos medios de $50.227 frente a los $35.500 para las mujeres. La renta per cápita para la localidad era de $27.378. Alrededor del 4,0% de la población estaba por debajo del umbral de pobreza.

## Transporte

### Carretera
El principal método de viaje hacia y desde Brunswick es por carretera. Varias autopistas estatales dan servicio a la ciudad, siendo la más destacada la Ruta 17 de Maryland. La MD 17 se dirige al sur a través del río Potomac hacia Virginia, donde se convierte en la Ruta Estatal 287 de Virginia. Justo al norte de Brunswick, la MD 17 tiene cruces con la Maryland Route 464, la Maryland Route 79, la Maryland Route 180, la Maryland Route 871 y la U.S. Route 340, que da acceso a numerosas localidades del condado de Frederick. Además de la MD 17, partes de la MD 180, la MD 464 y la Maryland Route 478 también atraviesan la ciudad.

### Ferrocarril
El MARC opera trenes de cercanías desde Martinsburg (Virginia Occidental), pasando por Brunswick y parando en ella, hasta Union Station (Washington D. C.).